# Nuestra razón
Nuestra razón es un disco del dúo uruguayo Los Olimareños. Fue publicado en vinilo por el sello Orfeo en 1969. En este año el dúo ya se había convertido en unos de los principales exponentes de la música popular uruguaya. La situación sociopolítica del Uruguay, la guerrilla y la represión y censura del Estado no le era ajeno al dúo. Se aborda la temática social en canciones como Nuestra razón o La segunda Independencia. Por otra parte, el grupo empieza a incursionar en ritmos urbanos. En Poema de Falco es musicalizado un poema de Líber Falco en clave de tango. En Candombe mulato se desarrolla una novedosa forma de tocar candombe sin percusión.

## Lista de canciones
| Lado A |                       |                               |          |  |
| N.º    | Título                | Escritor(es)                  | Duración |  |
| 1.     | «El mangangá»         | Rubén Lena                    |          |  |
| 2.     | «Estrofas de amor»    | G. Fleitas Beroes - J. Moreno |          |  |
| 3.     | «Nuestra razón»       | Rubén Lena                    |          |  |
| 4.     | «Tal vez mañana»      | Rubén Lena                    |          |  |
| 5.     | «Este tiempo poquito» | Rubén Lena - O. Prieto        |          |  |
| 6.     | «La sanducera»        | Víctor Lima                   |          |  |

| Lado B |                            |                                |          |  |
| N.º    | Título                     | Escritor(es)                   | Duración |  |
| 1.     | «Chiquillada»              | José Carbajal                  |          |  |
| 2.     | «Poema de Falco»           | Líber Falco - José Luis Guerra |          |  |
| 3.     | «Candombe mulato»          | Víctor Lima                    |          |  |
| 4.     | «Platonadas»               | Rubén Lena                     |          |  |
| 5.     | «Pobre Joaquín»            | Rubén Lena                     |          |  |
| 6.     | «La segunda Independencia» | Víctor Lima                    |          |  |

## Reediciones
- Fue reeditado en CD en 2004 por el sello EMI/Orfeo junto al álbum Rumbo.
- Fue reeditado en CD en 2009 por el sello Bizarro Records.